# Ruhlsdorf (Teltow)
Ruhlsdorf is een plaats in de Duitse gemeente Teltow, deelstaat Brandenburg.